# 天満 (大阪市)
天満（てんま）は、大阪府大阪市北区の地域名。または同地域南東部の町名。現行行政地名は天満一丁目から天満四丁目。

## 地理
旧淀川（大川）が曲流する北西側の地域を指し、現在の町名では天満、東天満、紅梅町、松ケ枝町、天満橋、同心、与力町、天神橋、末広町、南森町、天神西町、菅原町、西天満、南扇町などに当たる。
天満の地名は当地に鎮座する大阪天満宮の転訛による。日本三大祭の一つに数えられる天神祭、南端の大川に架かる浪華三大橋（天満橋・天神橋・難波橋）で知られる。

### 河川
- 旧淀川（大川）

## 歴史
大川を挟んで上町台地の北に位置する天満は、天満砂堆と呼ばれる微高地の南端に当たり、淀川が氾濫しても水没を免れる平地として古い歴史をもっている。現在は大阪天満宮の摂社となっている大将軍社は、652年（白雉3年）に遷都された難波長柄豊碕宮の鎮護社として創建された神社である。901年（延喜元年）に菅原道真が大将軍社を参拝し、のちに天満宮となった。
石山合戦の後、貝塚本願寺へ逃れていた顕如を豊臣秀吉が天満川崎へ呼び戻し、1585年（天正13年）に天満本願寺を建立した。このように天満は元は寺内町ということになるが、2年前の1583年（天正11年）に始まった大坂城下の整備とほぼ同時進行で行われた。秀吉は天満を船運の拠点にしようと考えており、1598年（慶長3年）には天満堀川が開削されている。また、のちに船場へ移り、さらに雑喉場・靱といった下船場へ移った生魚商・塩干魚商らも、もとは天満に居住していた。
大坂の陣の後、松平忠明による復興の際には、北の防御線として天満北縁の西成郡川崎村および北野村に天満寺町が形成された。天満堀川を境に天満東寺町・天満西寺町とも呼ばれる。1619年（元和5年）頃まで天満は大坂とは別の町と見なされており、大坂編入後も町人地はしばらく北組・南組の二分だった。やがて上町や島之内を凌駕するほどの商業と人口の集積が見られるようになったことから天満組が成立し、以後大坂の町人地は大坂三郷と呼ばれるようになった。天満組の成立年代は不詳であるが、1629年（寛永6年）には惣会所が設置されている。大川西岸付近の東部には川崎東照宮や津藩・桑名藩・岸和田藩などの蔵屋敷が立地し、天満東寺町付近から天満の北縁および東縁一帯にかけて大坂町奉行の与力・同心屋敷も置かれた。
1653年（承応2年）、京橋片原町から天満の淀川沿岸に青物市場が移転し「天満青物市場」が誕生した。この市場は西成郡難波村など城下南郊の近郊農村が開設しようとした市場や新興の堀江にできた市場などから挑戦を受けるものの、長年大坂の青果取引を独占する官許市場として繁栄し、周囲には野菜などに関わる商家が多く集まった。天満堀川沿いは造り酒屋や乾物問屋などが軒を連ねた。
1684年（貞享元年）には淀川水系の河川改修に伴って天満1丁目・臼屋町・天満2丁目の大川沿岸が収公されたため、代替地として西成郡三軒家村の北東端に船津町・臼井町・川本町の3町が置かれた（現：大正区三軒家東1丁目）。また、天満の西隣では1688年（元禄元年）に堂島新地・1708年（宝永5年）に曾根崎新地などの歓楽街が誕生した。
江戸時代の周辺地域は、北東は西成郡川崎村、北西は北野村、南西は曾根崎村に接した。江戸時代後期には商家に対する打ちこわしが頻発し、さらに大塩平八郎の乱が勃発すると天満は全焼する被害を受ける。
1869年（明治2年）に三郷から四大組へ再編され、天満は北大組の一部となった。1870年（明治3年）に川崎村のうち東照宮や町奉行屋敷が破却された大川西岸部に造幣局の本局が置かれた。1873年（明治6年）には同じく川崎村のうち市街化していた地域が北大組へ編入されて松ケ枝町・紅梅町・末広町となり、1875年（明治8年）には造幣局の周囲も北大組へ編入されて新川崎町となった。1878年（明治11年）の郡区町村編制法によって北大組は北区へ移行、1889年（明治22年）の市制施行によって北区は大阪市の行政区の一つ北区へ移行した。
造幣局と関連して中小の金属工場やガラス工場、紡績工場などが天満や川崎村一帯に誕生するなどの波及効果をもたらした。特にガラスに関しては、東京と並ぶガラス産業発祥の地となった（現在は衰退するものの、天満切子という名づけを行って活動する工房がある）。また、大阪天満宮周辺は劇場や寄席が並ぶ繁華街となり、商人や職人で賑わった。以後1909年（明治42年）の北の大火、1945年（昭和20年）の大阪大空襲で天満のほとんどが炎上する被害を出すが、その都度復興されている。
ただし、1931年（昭和6年）に天満青物市場が大阪市中央卸売市場に集約されたこと、大阪大空襲で町の大半が燃えたこと、戦後の経済情勢の変化やオフィス化、地上げが起こったことなどにより、劇場街も消え、焼け残った町家も取り壊され、商家が立ち並んだ時代の空気は薄れてきた。1968年（昭和43年）には天満堀川が埋め立てられ、阪神高速12号守口線が建設された。1978年（昭和53年）には大幅な町名改編が実施され、多くの町名が姿を消した。

### 町名の変遷
明治初頭の時点では63町あった。
南北方向の町（東から西の順）
- 天満1丁目
- 臼屋町
- 今井町・天満2丁目
- 源八町・友古町（ゆうこまち）・鈴鹿町・長柄町
- 空心町（くうしんちょう）・天満3丁目
- 板橋町・典薬町（てんやくまち）・金屋町（かなやまち）・天満4丁目
- 信保町（しんぽちょう）
- 唐崎町・天満5丁目
- 竜田町
- 壺屋町・高島町・天満6丁目
- 河内町・天満7丁目
- 農人町・滝川町
- 天満8丁目
- 市之町
- 大工町・天満9丁目
- 池田町・夫婦町（めおとまち）・綿屋町・摂津国町（つのくにまち）・又次郎町・宮之前町・天満10丁目
- 北森町・南森町・魚屋町
- 有馬町・越後町・旅籠町
- 堀川町
- 伊勢町
- 北富田町・南富田町
- 北木幡町・南木幡町

東西方向の町（北から南の順）
- 椋橋町（くらはしちょう）・岩井町
- 源蔵町・天神筋町
- 地下町（じげちょう）
- 老松町・小島町・西樽屋町・東樽屋町
- 鳴尾町
- 天満船大工町・天満11丁目下半・天満11丁目・樋上町（ひのうえちょう）・菅原町

1872年（明治5年）・1873年（明治6年）・1875年（明治8年）の町名改編および西成郡川崎村の一部編入で55町となった。
南北方向の町（東から西の順）
- 新川崎町
- 川崎町
- 臼屋町
- 今井町
- 天満橋筋（4〜1丁目）
- 空心町（2〜1丁目）
- 金屋町（2〜1丁目）
- 信保町（2〜1丁目）
- 岩井町（2〜1丁目）
- 竜田町
- 壺屋町（2〜1丁目）
- 河内町（2〜1丁目）
- 滝川町
- 此花町（2〜1丁目）
- 市之町
- 大工町・天神筋町
- 天神橋筋（4〜1丁目）
- 末広町・北森町・南森町
- 旅籠町
- 綿屋町・東堀川町
- 西堀川町
- 伊勢町
- 富田町
- 木幡町

東西方向の町（北から南の順）
- 紅梅町・松ケ枝町
- 源蔵町・地下町
- 老松町（3〜1丁目）・樽屋町
- 鳴尾町
- 真砂町・絹笠町・若松町・樋上町・菅原町

1897年（明治30年）の大阪市第1次市域拡張および1900年（明治33年）の大字改編で、旧：西成郡豊崎村大字国分寺の一部が樋之口下之町、旧：川崎村の一部が北同心町・与力町・南同心町・東寺町・東梅ケ枝町、旧：北野村の一部が西寺町・西梅ケ枝町となった。また、天満橋筋が7丁目まで、天神橋筋が6丁目まで北へ延伸された。
その後、数度の町名改編を経て、1978年（昭和53年）に現在の町名となった。

## 町名としての天満
元は江戸時代からあった町名で、天満1〜11丁目と11丁目下半があった。
1872年（明治5年）の町名改編で、1丁目が川崎町、2丁目西部が今井町、2丁目東部が天満橋筋1丁目、3丁目が空心町1丁目、4丁目が金屋町1丁目、5丁目が岩井町1丁目、6丁目が壺屋町1丁目、7丁目が河内町1丁目、8丁目が此花町1丁目、9丁目が天神筋町、10丁目が天神橋筋1丁目、11丁目が若松町、11丁目下半が絹笠町となり、天満の町名はいったん姿を消した。
1978年（昭和53年）の町名改編で、天満の町名がおよそ106年ぶりに復活したが、かつての天満8丁目以東にとどまり、かつての9丁目・10丁目は天神橋、かつての11丁目・11丁目下半は西天満となっている。

## 現況
2021年現在では、小規模なオフィスや工場が多数あるほか、大阪地方裁判所・大阪高等裁判所があることから弁護士事務所など法曹関係者の集積も見られる。日本一長い商店街と称される天神橋筋商店街も有名である。
大規模なオフィスが梅田周辺に集中する中、天満はオフィス開発が進まない代わりに都心回帰に伴う超高層マンションが立ち並ぶようになり人口が回復してきた。平成不況や新住民の移入やなどを機に、天満の歴史を見直す動きも広まっている。残っている町家の価値が見直され、いくつかはカフェやレストランとなっている。また天満宮周辺に上方落語の寄席を再建する動きが出て、2006年には戦後初の上方落語の定席「天満天神繁昌亭」が開設された。

## 世帯数と人口
2019年（平成31年）3月31日現在の世帯数と人口は以下の通りである。
| 丁目       | 世帯数    | 人口    |
| ---------- | --------- | ------- |
| 天満一丁目 | 1,378世帯 | 2,392人 |
| 天満二丁目 | 1,406世帯 | 2,100人 |
| 天満三丁目 | 754世帯   | 1,036人 |
| 天満四丁目 | 689世帯   | 1,077人 |
| 計         | 4,227世帯 | 6,605人 |

### 人口の変遷
国勢調査による人口の推移。
| 1995年（平成7年）  | 4,513人 | [ 6 ]  |  |
| 2000年（平成12年） | 5,191人 | [ 7 ]  |  |
| 2005年（平成17年） | 5,415人 | [ 8 ]  |  |
| 2010年（平成22年） | 6,508人 | [ 9 ]  |  |
| 2015年（平成27年） | 6,666人 | [ 10 ] |  |

### 世帯数の変遷
国勢調査による世帯数の推移。
| 1995年（平成7年）  | 1,845世帯 | [ 6 ]  |  |
| 2000年（平成12年） | 2,652世帯 | [ 7 ]  |  |
| 2005年（平成17年） | 2,987世帯 | [ 8 ]  |  |
| 2010年（平成22年） | 4,062世帯 | [ 9 ]  |  |
| 2015年（平成27年） | 4,181世帯 | [ 10 ] |  |

## 学区
市立小・中学校に通う場合、学区は以下の通りとなる。北区内の全ての市立中学校と、大阪市内の小中一貫校が対象で学校選択が可能（抽選を実施）。
| 丁目       | 街区 | 小学校               | 中学校             |
| ---------- | --- | -------------------- | ------------------ |
| 天満一丁目 | 26番 | 大阪市立堀川小学校   | 大阪市立北稜中学校 |
| 天満一丁目 | 1～25番 | 大阪市立滝川小学校   | 大阪市立北稜中学校 |
| 天満二丁目 | 全域 | 大阪市立滝川小学校   | 大阪市立北稜中学校 |
| 天満三丁目 | 全域 | 大阪市立滝川小学校   | 大阪市立北稜中学校 |
| 天満四丁目 | 1〜2番 3 番1号・9号（一部） 3番10～15号 4番1号・11～18号 5～8番 9番1号・10～17号 10番、11番1号・11～18号 12番1号・2号（一部） 12番12～20号 13～16番 17番1号・11号（一部） 17番12～19 号 | 大阪市立滝川小学校   | 大阪市立北稜中学校 |
| 天満四丁目 | 17番2～10号・11号（一部） | 大阪市立堀川小学校   | 大阪市立北稜中学校 |
| 天満四丁目 | 3番2～8号・9号（一部） 4番2～10号 9番2～9号 11番2～10号 12番2号（一部）・3～11号 | 大阪市立西天満小学校 | 大阪市立天満中学校 |

## 事業所
2016年（平成28年）現在の経済センサス調査による事業所数と従業員数は以下の通りである。
| 丁目       | 事業所数  | 従業員数 |
| ---------- | --------- | -------- |
| 天満一丁目 | 190事業所 | 3,103人  |
| 天満二丁目 | 217事業所 | 2,088人  |
| 天満三丁目 | 121事業所 | 1,051人  |
| 天満四丁目 | 206事業所 | 1,265人  |
| 計         | 734事業所 | 7,507人  |

## 施設

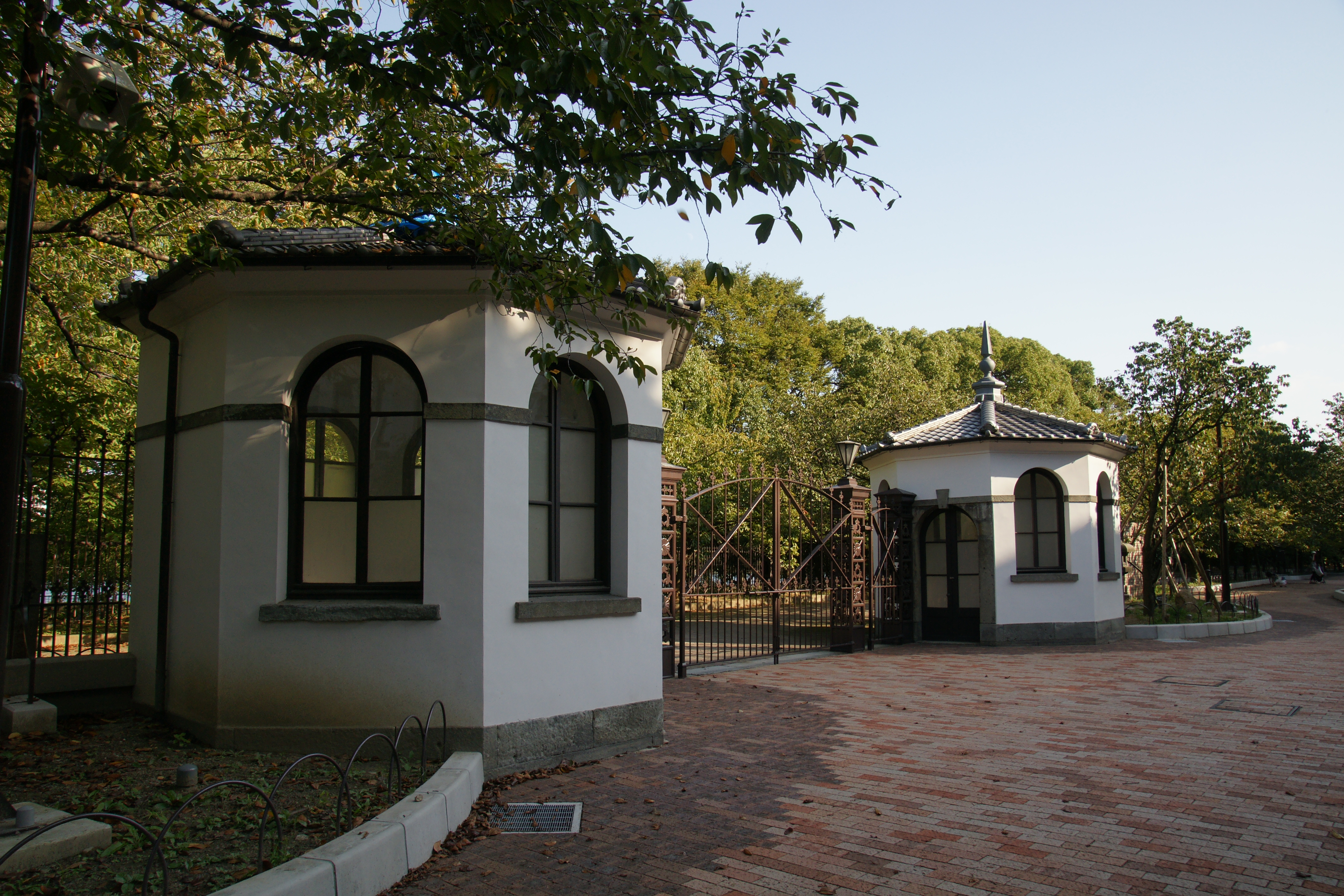
造幣局

大阪市立滝川小学校

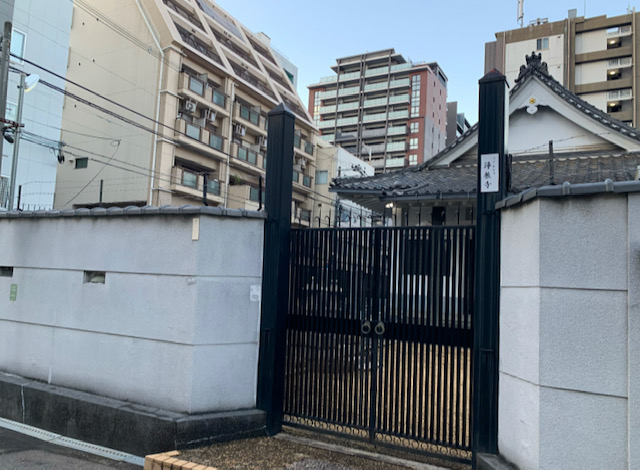
浄教寺

- 造幣局
- 南天満公園
- 滝川公園 - 天満興正寺別院跡。
- 洗心洞跡 - 大塩平八郎の私塾跡。
- 浄教寺
- 浄蓮寺
- 祐泉寺
- 大阪市立滝川小学校

## 交通

### 鉄道
地内に駅はないが、広域的な通称としての「天満」にある駅は以下の通り。
- JR大阪環状線「天満駅」
- JR東西線「大阪天満宮駅」
- Osaka Metro谷町線・堺筋線「南森町駅」

## 天満を舞台とする作品・番組
- 樽屋おせん - 井原西鶴の浮世草子『好色五人女』巻の二。1685年2月25日（貞享2年正月22日）、大坂で実際に発生した人妻の姦通事件を題材にしている。
- びっくり捕物帖 - 1957年から1960年にかけて大阪テレビ（現・朝日放送テレビ）にて放送された中田ダイマル・ラケットの主演による時代劇コメディ。
- 連続テレビ小説
  - ぴあの
  - 芋たこなんきん - 田辺聖子の自伝ドラマ。時代設定は現在だが、過去の天満を織り交ぜた物語構成となっている。
  - ごちそうさん - 大正〜昭和時代の天満を舞台とし、天神祭や大阪市営地下鉄建設も取り上げられている。
  - わろてんか - 主人公のモデルは吉本せい。天満で寄席を立ち上げる。
- あきない世傳 金と銀 - 高田郁の小説、およびそれを原作とするNHKのテレビドラマ。

## その他

### 日本郵便
- 〒530-0043[3]（集配局：大阪北郵便局[13]）